# Lynne Truss
Lynne Truss (1955 - ) es autora del superventas por el New York Times Talk to the Hand , The Utter Bloody Rudness of the World Today, Six Good Reasons to Stay Home and Bolt the Door y The Lynne Truss Treasury así como Eats, Shoots & Leaves por el cual ganó el premio al libro del año en el Reino Unido y del cual ha vendido más de tres millones de copias mundialmente. Truss es una invitada constante para la BBC radio 4 y es columnista del diario inglés  The Times así como autora de numerosos dramas y comedias para la radio. Experta en ortografía y sintaxis de la lengua inglesa, además de fiel promotora del buen escribir y la correcta redacción ha impulsado una cultura lingüística accesible a la población en general en el Reino Unido, así como ha tenido un gran impacto en la comunidad de países de habla inglesa.